# Hybocamenta urunguensis
Hybocamenta urunguensis är en skalbaggsart som beskrevs av Moser 1924. Hybocamenta urunguensis ingår i släktet Hybocamenta och familjen Melolonthidae. Inga underarter finns listade i Catalogue of Life.